# Kelvin Poole
Kelvin Poole (Victòria, 27 de març de 1958) va ser un ciclista australià que va competir en el ciclisme en pista. Va participar en els Jocs Olímpics de 1980.

## Palmarès
- 1980
  - 2n als Sis dies de Nouméa (amb Gary Sutton)